# Volo Air India Express 812
Il volo Air India Express 812 era un collegamento di linea dall'aeroporto Internazionale di Dubai a quello di Mangalore. Il 22 maggio 2010, il Boeing 737-800 che operava il volo si schiantò in fase di atterraggio a Mangalore. Il comandante aveva continuato un avvicinamento non stabilizzato, nonostante le tre richieste del primo ufficiale di iniziare una riattaccata, con il risultato che l'aereo uscì di pista, cadde lungo il fianco di una collina ed esplose in fiamme. Dei 166 a bordo, 158 morirono (tutti e sei i membri dell'equipaggio e 152 passeggeri); solo otto sopravvissero. Questo è stato il primo incidente con vittime che ha coinvolto Air India Express.

## Aereo ed equipaggio
L'incidente coinvolse un Boeing 737-800(SFP), uno dei pochi 737 con un pacchetto di prestazioni a corto raggio per l'atterraggio su aeroporti con piste corte, con la registrazione dell'aeromobile VT-AXV e il numero di serie del produttore 36333, numero di linea 2481. L'aereo volò per la prima volta il 20 dicembre 2007 con la registrazione di prova Boeing N1787B e venne consegnato ad Air India Express nel gennaio 2008. L'equipaggio era composto dal comandante Zlatko Glušica, dal primo ufficiale Harbinder Singh Ahluwalia e da quattro assistenti di volo. Glušica era un 55enne di nazionalità britannica e serba, con oltre 10 000 ore di volo e più di 7 500 ore di esperienza di comando (di cui 2 440 sul Boeing 737), e Ahluwalia, 40 anni, ex dipendente di Jet Airways, era entrato in Air India Express nel 2009, con 3 620 ore di volo di cui 3 319 sul Boeing 737. Entrambi i piloti erano di base a Mangalore.

## L'incidente

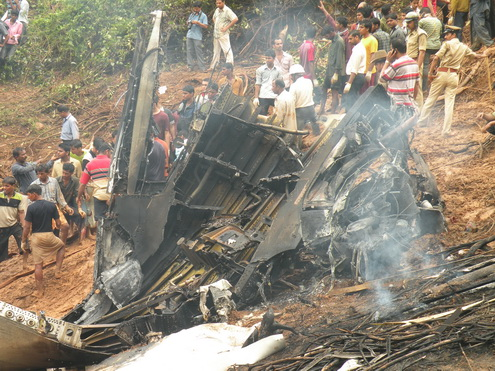
Il luogo dell'incidente con i rottami dell'aereo.

L'aereo era decollato alle 01:35 locali dall'aeroporto Internazionale di Dubai verso l'aeroporto Internazionale di Mangalore. L'aeroporto, situato su di una collina, è uno dei sette aeroporti indiani definiti "critici" da parte della Direzione Generale dell'Aviazione civile (DGCA); ciò impone che soltanto il comandante (e non il primo ufficiale) possa pilotare l'aereo durante i decolli e gli atterraggi.
L'aeroporto è uno dei tre in India che ha una pista a ripiano (gli altri sono Kozhikode e il Lengpui) che richiede un avvicinamento molto preciso. Alle 06:30 locali (UTC+05:30), dopo aver toccato la pista numero 06/24 (lunga 8 033 piedi (2 448 m)), l'aereo oltrepassò la soglia della pista e cadde in un avvallamento alla fine di essa. Il ministro dell'aviazione civile indiana, Praful Patel, disse che l'aereo stava eseguendo un avvicinamento ILS (Instrument Landing System) per l'atterraggio sulla nuova pista, che era stata ultimata nel 2006. Il pilota riferì all'ATC (controllo del traffico aereo) che si era "sintonizzato" sull'avvicinamento ILS a circa 15 km dall'arrivo, l'autorizzazione ad atterrare era stata concessa a 7 km dall'atterraggio.
Il velivolo concluse l'avvicinamento ILS alla pista 24, toccò l'asfalto dopo aver oltrepassato leggermente la zona di atterraggio, percorse l'intera pista, solcò un tratto di sabbia lungo 90 metri, urtò con l'ala destra la base di cemento dell'antenna del localizzatore ILS, quindi precipitò in un avvallamento all'interno di una foresta fermandosi 200–300 metri oltre la cima del precipizio.
L'impatto divelse la parte inferiore della fusoliera permettendo a otto passeggeri di fuggire dall'aereo. Un'emittente televisiva mostrò i rottami dello scafo in fiamme subito dopo lo schianto. Il ministro dichiarò anche che le condizioni atmosferiche erano normali con una visibilità di 6 km, il vento era calmo e non c'erano precipitazioni al momento dello schianto, infatti cominciò a piovere solo dopo il disastro.
Con 158 morti, l'incidente ha registrato il maggior numero di vittime per un aereo della famiglia dei Boeing 737, che in seguito sarebbe stato superato dall'incidente del volo Lion Air 610, nel quale persero la vita in 189.

## Le vittime
Rimase ucciso l'intero equipaggio, che comprendeva due membri di condotta e quattro assistenti di volo, tra di loro il comandante Zlatko Glušica e il primo ufficiale H.S. Ahluwalia.
Oltre ai sei membri dell'equipaggio, un totale di 160 passeggeri erano a bordo su quel volo. C'erano 169 nominativi sulla lista originale dei passeggeri ma nove non erano a bordo. Tutti i corpi vennero ritrovati tra i rottami. La maggior parte delle vittime si suppose che provenissero dai distretti di Kasaragod e Kannur in Kerala. Il Ministro dell'Interno della Karnataka V. S. Acharya affermò che inizialmente erano otto le persone ritenute superstiti, malgrado una persona morì a causa dei traumi riportati, ciò fu comunque smentito da un portavoce della compagnia indiana che ribadì che i superstiti recuperati fossero tutti vivi. Questa confusione fu dovuta al fatto che i vigili del fuoco soccorsero una ragazzina che morì durante il tragitto verso l'ospedale. Il dirigente dell'aeroporto di Mangalore, Peter Abrahim confermò che ci furono difficoltà a raggiungere l'aereo.
La compagnia aerea ha rilasciato dopo poche ore dall'incidente una lista completa dei passeggeri e dei sopravvissuti.
| Nazionalità        | Morti      | Morti      | Sopravvissuti | Totale |
| Nazionalità        | Passeggeri | Equipaggio | Sopravvissuti | Totale |
| ------------------ | ---------- | ---------- | ------------- | ------ |
| Bengalese          | 0          | 1          | 1             | 1      |
| Indiana            | 152        | 5          | 7             | 164    |
| Serba e Britannica | 0          | 1          | 0             | 1      |
| Totale             | 152        | 6          | 8             | 166    |

## Le indagini
Le prime indagini indicarono che l'aereo era atterrato almeno 5 200 piedi (1 600 m) oltre il consueto punto di atterraggio sulla nuova pista 24 di Mangalore, lunga 8 000 piedi (2 400 m). Una squadra di funzionari della compagnia aerea, personale e funzionari dell'Airports Authority of India e ufficiali della Direzione generale dell'aviazione civile si precipitarono sul luogo dell'incidente per indagare e assistere i soccorsi. La Boeing annunciò l'invio di una squadra per fornire assistenza tecnica a seguito di una richiesta delle autorità indiane. La Direzione generale dell'aviazione civile ordinò un'inchiesta sull'incidente, che iniziò lo stesso giorno. Anche il National Transportation Safety Board (NTSB) degli Stati Uniti assistette le indagini inviando un team di specialisti, tra cui un investigatore senior per la sicurezza aerea, uno specialista delle operazioni di volo, uno specialista dei sistemi di aeromobili e consulenti tecnici per Boeing e la Federal Aviation Administration.
Il comandante Glušica aveva ricevuto l'autorizzazione ad atterrare, ma aveva interrotto improvvisamente il tentativo di atterraggio. La manetta dell'acceleratore dell'aereo venne trovata in posizione avanzata, il che suggeriva che il pilota avesse tentato di interrompere l'atterraggio e di decollare di nuovo. Il copilota Ahluwalia aveva avvertito il suo comandante per tre volte di fare il giro invece di atterrare; il primo di questi avvertimenti era arrivato 4 km prima della pista.
Il registratore vocale della cabina di pilotaggio (CVR) venne recuperato il 23 maggio, mentre il registratore dei dati di volo (FDR) due giorni dopo. I registratori vennero inviati a Nuova Delhi dalla Direzione generale dell'aviazione civile per l'acquisizione e l'analisi dei dati e successivamente all'NTSB degli Stati Uniti per le indagini. Il funzionario della DGCA Zaidi affermò che "i dati erano stati protetti", mentre altri funzionari parlarono di gravi danni ai dispositivi. In risposta all'incidente, il governo indiano decise di istituire una commissione d'inchiesta indipendente sugli incidenti aerei, denominata Autorità per l'aviazione civile (CAA), che avrebbe funzionato in modo indipendente dalla DGCA. Ciò significa che la DGCA sarebbe stata l'autorità di regolamentazione e la CAA quella addetta alle investigazioni. Il direttore generale della DGCA dichiarò che sarebbe stata istituita in base a un'accurata legislazione e che avrebbe rispettato le raccomandazioni dell'Organizzazione internazionale dell'aviazione civile.
Il rapporto d'inchiesta presentato dal Ministero dell'aviazione civile affermava che Glušica aveva dormito per oltre 90 minuti durante il volo. Secondo l'NTSB, si era trattato del primo caso di russamento registrato su un CVR. L'analisi dell'incidente rivelò che se il pilota avesse "dispiegato gli inversori di spinta e applicato la massima frenata manuale al momento del touchdown", l'aeromobile avrebbe potuto fermarsi all'interno dell'area di superamento pavimentata della pista. Tuttavia, il comandante aveva aggravato il lungo atterraggio tentando un go-around dopo l'attivazione degli inversori di spinta.